# Олні-Спрінгс (Колорадо)
Олні-Спрінгс (англ. Olney Springs) — місто (англ. town) в США, в окрузі Кроулі штату Колорадо. Населення — 315 осіб (2020).

## Географія
Олні-Спрінгс розташоване за координатами 38°9′59″ пн. ш. 103°56′40″ зх. д. / 38.16639° пн. ш. 103.94444° зх. д. (38.166274, -103.944491).  За даними Бюро перепису населення США в 2010 році місто мало площу 0,62 км², уся площа — суходіл.

## Демографія
Згідно з переписом 2010 року, у місті мешкало 345 осіб у 135 домогосподарствах у складі 93 родин. Густота населення становила 554 особи/км².  Було 161 помешкання (258/км²).
Расовий склад населення:
| - 86,7 % — білих - 1,7 % — корінних американців - 0,9 % — чорних або афроамериканців - 5,8 % — осіб інших рас |

До двох чи більше рас належало 4,9 %. Частка іспаномовних становила 24,3 % від усіх жителів.
За віковим діапазоном населення розподілялося таким чином: 26,7 % — особи молодші 18 років, 61,1 % — особи у віці 18—64 років, 12,2 % — особи у віці 65 років та старші. Медіана віку мешканця становила 39,3 року. На 100 осіб жіночої статі у місті припадало 96,0 чоловіків;  на 100 жінок у віці від 18 років та старших — 96,1 чоловіків також старших 18 років.
Середній дохід на одне домашнє господарство  становив 35 451 долар США (медіана — 31 458), а середній дохід на одну сім'ю — 40 678 доларів (медіана — 35 000). За межею бідності перебувало 49,5 % осіб, у тому числі 64,9 % дітей у віці до 18 років та 13,8 % осіб у віці 65 років та старших.
Цивільне працевлаштоване населення становило 127 осіб. Основні галузі зайнятості: роздрібна торгівля — 29,1 %, публічна адміністрація — 15,0 %, мистецтво, розваги та відпочинок — 15,0 %.